# Aeshna eremita
Aeshna eremita – gatunek dużej ważki z rodziny żagnicowatych (Aeshnidae). Występuje w Ameryce Północnej.